# Никифор Крыницкий
Ники́фор Крыни́цкий (пол. Nikifor Krynicki укр. Никифор Криницький), собственно Эпифаний Дровняк (пол. Epifaniusz Drowniak, укр. Епіфаній Дровняк, 21 мая 1895, Крыница-Здруй, тогда Австро-Венгрия, ныне Польша — 10 октября 1968, Фолюш, Гмина Дембовец, Польша) — польский художник-примитивист лемковского происхождения.

## Биография
Родился в г. Крыница на Лемковщине (сейчас Крыница-Здруй Малопольского воеводства, Польша).
Его мать была глухонемой, отец неизвестен. Провел жизнь в крайней бедности, его воспринимали как ненормального. Был косноязычен, почти неграмотен. В 1930 его работы открыл художник Роман Турын, который показал их в Париже, сделав известными в польской художественной колонии (Юзеф Панкевич и др.). Накануне войны статья о Никифоре появилась в журнале Аркады, его работы были показаны на выставке во Львове, но судьбу художника это не изменило.
Был депортирован в 1947 в ходе принудительного массового переселения украинцев (так называемая Операция Висла), но сумел вернуться. В 1949 его работы были экспонированы на выставке в Варшаве, в 1959 — в парижской галерее Дины Верни, других галереях Западной Европы. В 1960 при помощи художника Мариана Влосинского большая ретроспективная выставка работ Никифора была с успехом показана в Государственном музее изобразительного искусства в Варшаве.
Лечился от застарелого туберкулёза в санатории в Фолюше, где и умер. Похоронен на Крыницком кладбище.

## Наследие
Оставленное Никифором наследие огромно, в нём насчитывают до 40 тысяч работ. В настоящее время признан одним из крупнейших наивных художников. Его работы находятся в разных художественных собраниях, большинство — в региональном музее города Новы-Сонч и в музее Никифора в Крынице (открыт в 1995).

## Образ в искусстве
Художник стал героем фильма Кшиштофа Краузе Мой Никифор (2004), где его роль сыграла Кристина Фельдман. Это исполнение прославило актрису: оно было отмечено премиями за лучшую женскую (!) роль на кинофестивалях в Маниле, Вальядолиде, Карловых Варах, Варшаве и др. (см.: ).
Памятники Никифору установлены в Крынице и во Львове. Также в Киеве есть улица, названная в его честь.